# Gunzu
Gunzu ou guzo (em quimbundo: ngúzu), na mitologia bantu, é a força dos inquices e orixás. É comumente entendido como sinônimo de axé (em iorubá: àṣẹ).